# Công viên Tiergarten, Berlin

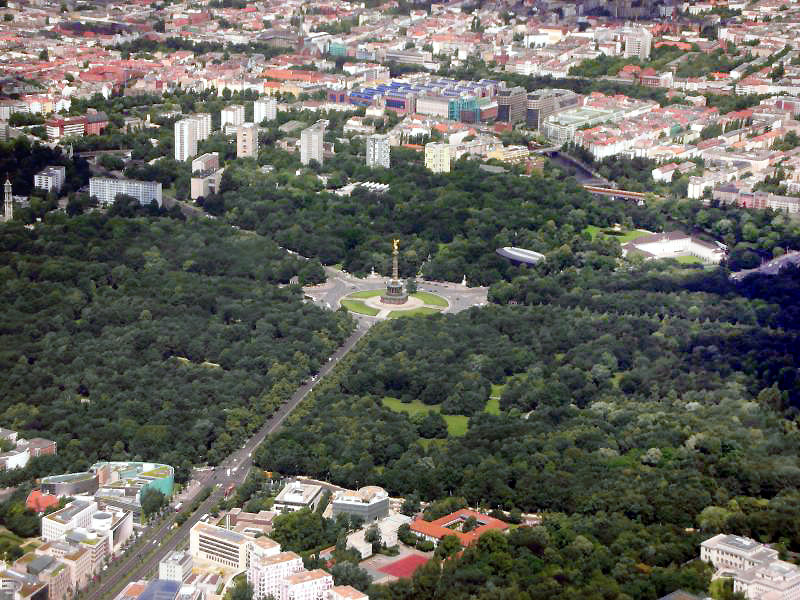
Großer Tiergarten với Großer Stern.

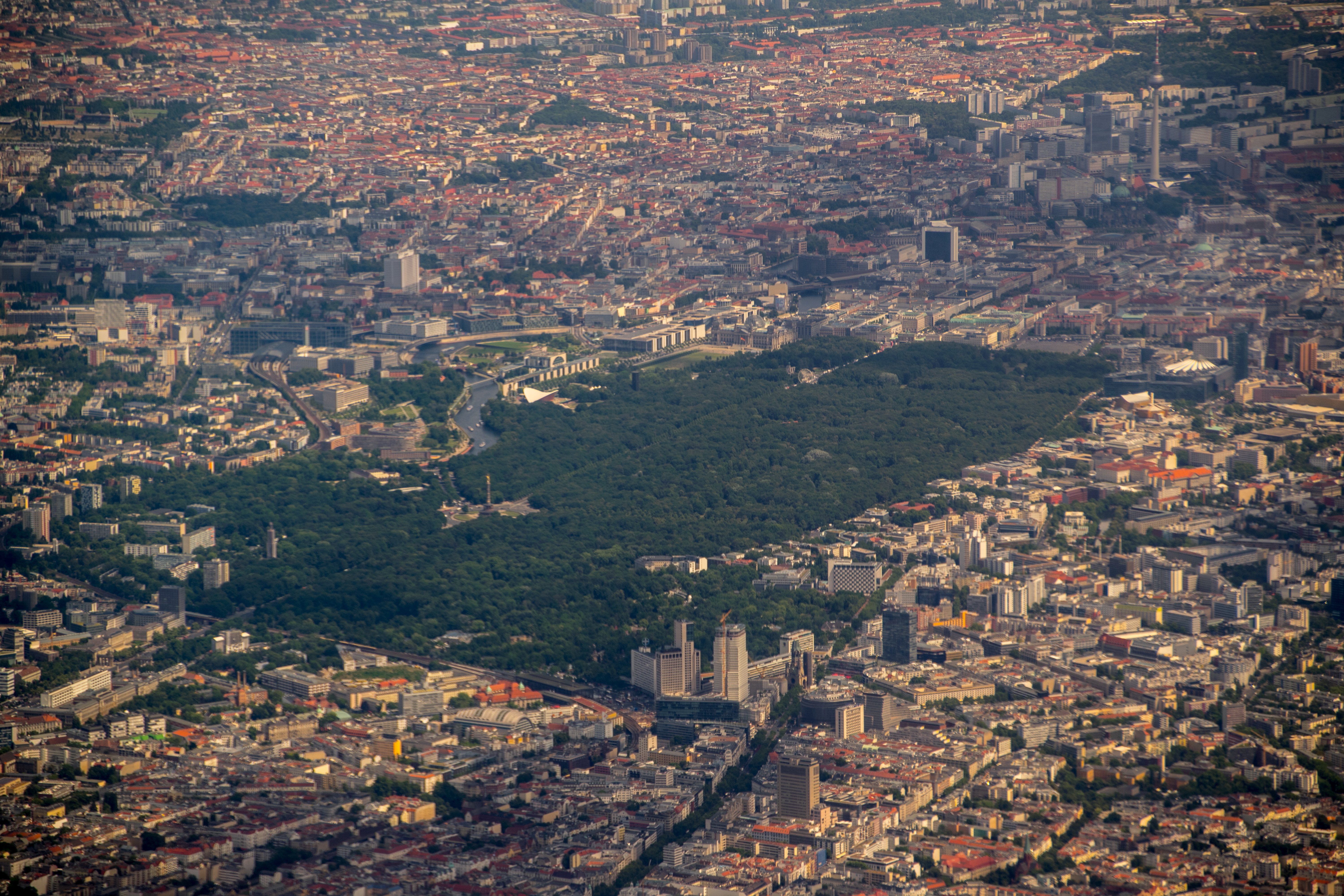
Toàn cảnhTiergarten

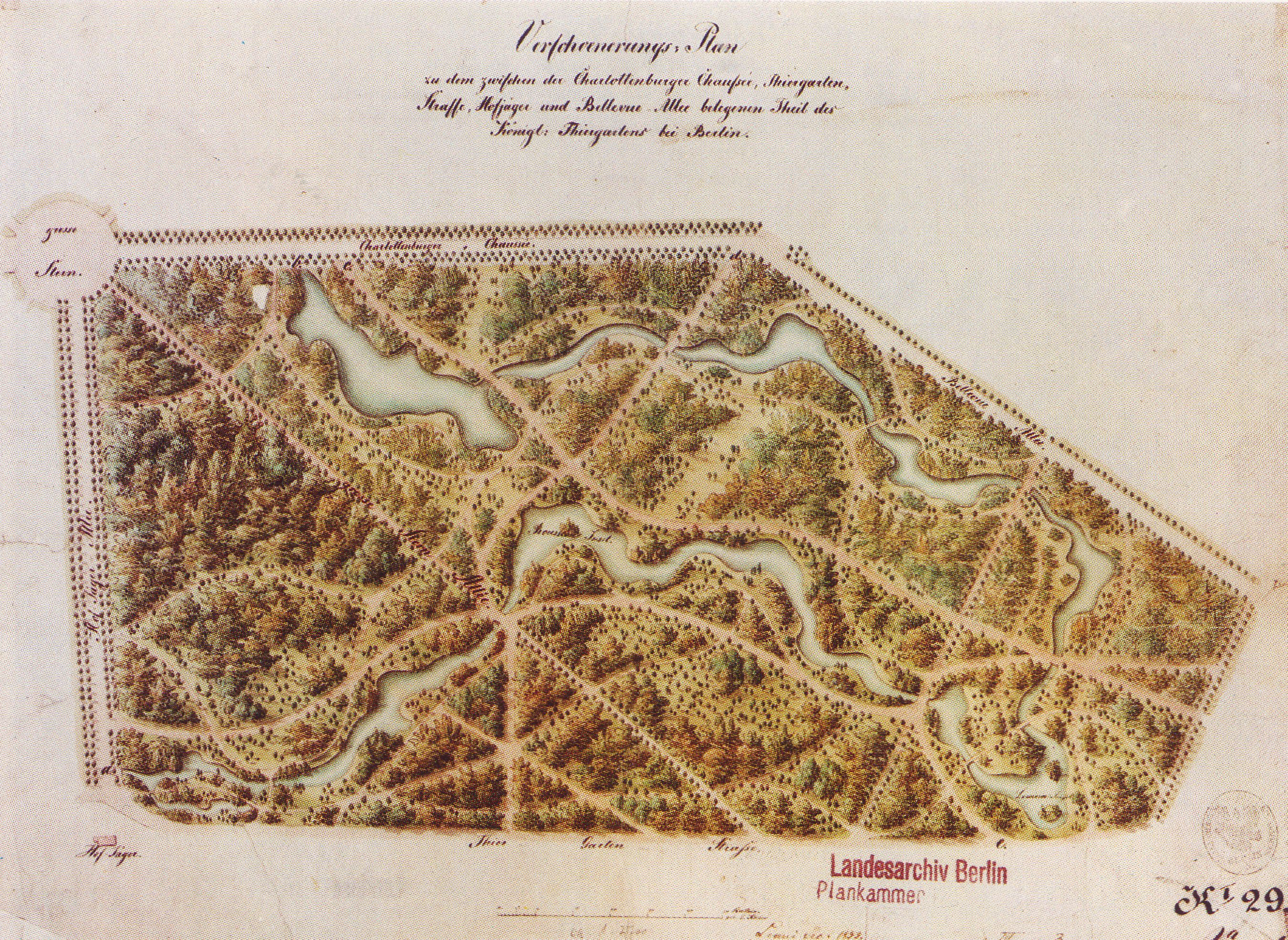
Một bản đồ công viên 1835 vẽ bởi Peter Joseph Lenné

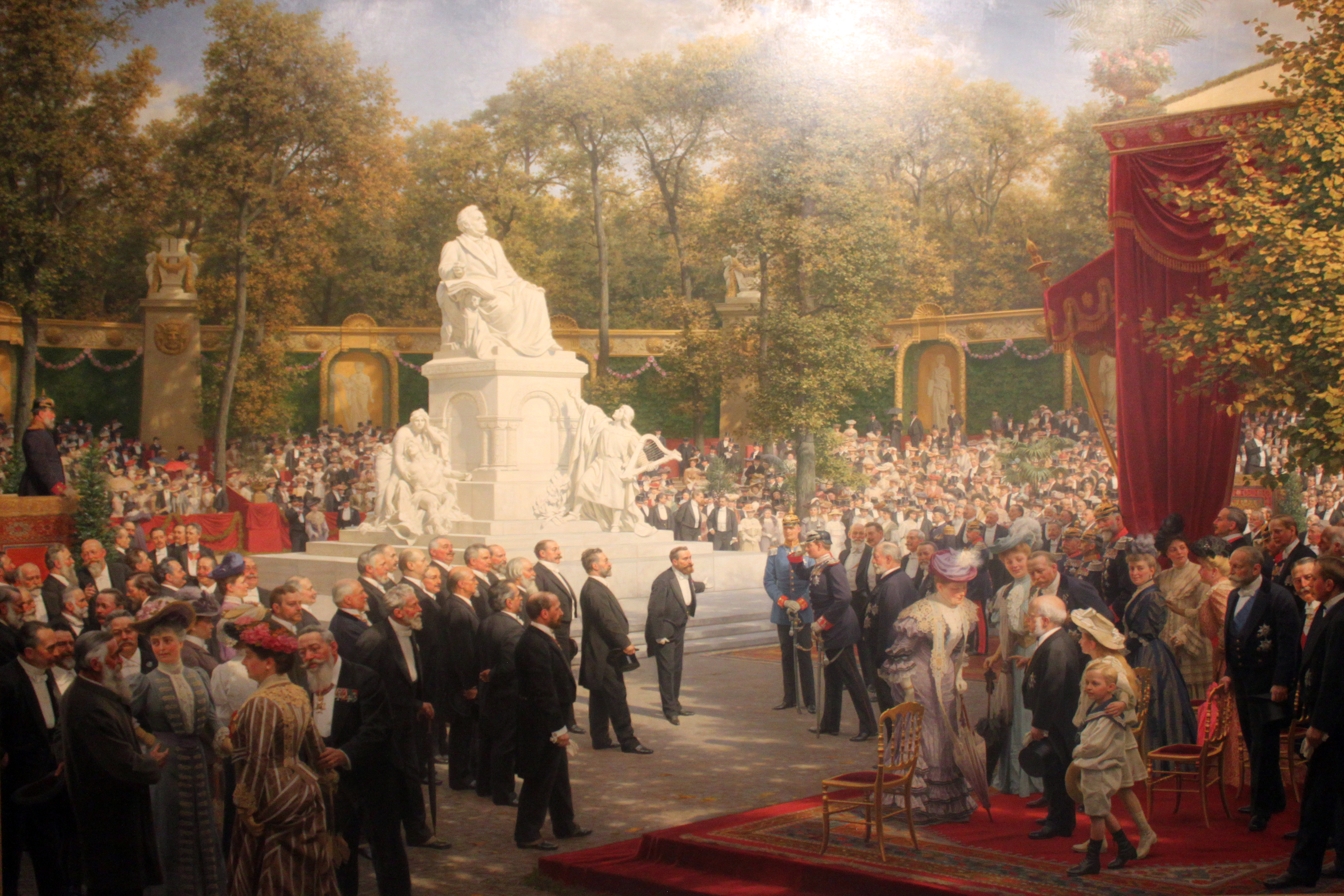
Khánh thành tượng đài Richard Wagner ở Tiergarten (1908), bởi Anton von Werner

Công viên Tiergarten (tiếng Đức: Großer Tiergarten, Vườn thú lớn) ở Berlin là một công viên nằm ở trung tâm thành phố thuộc khu vực Tiergarten của quận Trung tâm (Bezirk Mitte). Với diện tích 210 ha (2,1 km²), nó là một trong những công viên thành phố lớn nhất nước Đức sau Vườn Anh ở München. Một số đường rộng cắt ngang qua công viên, trong đó có đường Straße des 17. Juni; gặp nhau tại Großer Stern, ở chính giữa có cột đài chiến thắng (Siegessäule).

## Các nơi giải trí và điểm tham quan
- Không gian thích hợp cho các bữa ăn ngoài trời, barbecues, chạy bộ, đi xe đạp và các môn thể thao ngoài trời như bóng đá
- Thuê taxi xe đạp
- Một sân chơi lớn ở góc đông nam của công viên, gần  Potsdamer Platz .[1]
- Vườn thú Berlin
- Trong mùa đông lạnh, thỉnh thoảng có thể đi trượt băng trên một số ao nhỏ của công viên.[1]
- Vườn Anh
- Tượng đài